# 量子存储器
在量子计算机中，量子存储器即是传统计算机存储器的量子力学版本。传统存储器将信息存储为二进制状态（由“1”和“0”表示），而量子存储器存储的是量子状态。这些量子状态保存了有效计算信息，称为量子位元。与传统计算机的存储器不同，量子存储器中的状态处于量子叠加状态，使其在量子算法中比传统存储器更实用且灵活。

## 类型

### 光量子存储器
传统光信号利用改变光的振幅来传输信息。因此，我们能用计算机硬盘，甚至是一页纸来存储光的信息。然而，在量子信息的情况下，信息由光的振幅和相位编码。对于一些信号，我们不能同时测量光的振幅和相位。为了存储这样的量子信息，我们必须要在不测量的情况下，存储光的信息。一旦测量，信息就丢失了。光量子存储器将光的状态记录到原子云（atomic cloud）中。当原子吸收了光，原子就保有了光量子的一切信息。

### 固态量子存储器
在经典计算中，存储是不太重要的，因为信息可以复制到长期保存的存储硬件中，未来处理时再取回就好。而在量子计算中，这是禁止的，因为根据不可克隆原理，任何量子态都不能被完全复制。因此，当没有量子纠错的情形下，量子位元的存储被其保持信息的内部耦合时间所限制。除了量子位元保存时长的限制外，将量子信息，在不受环境噪音等其他因素影响的情形下，进行大量快速操作或读取，也是一大难点。

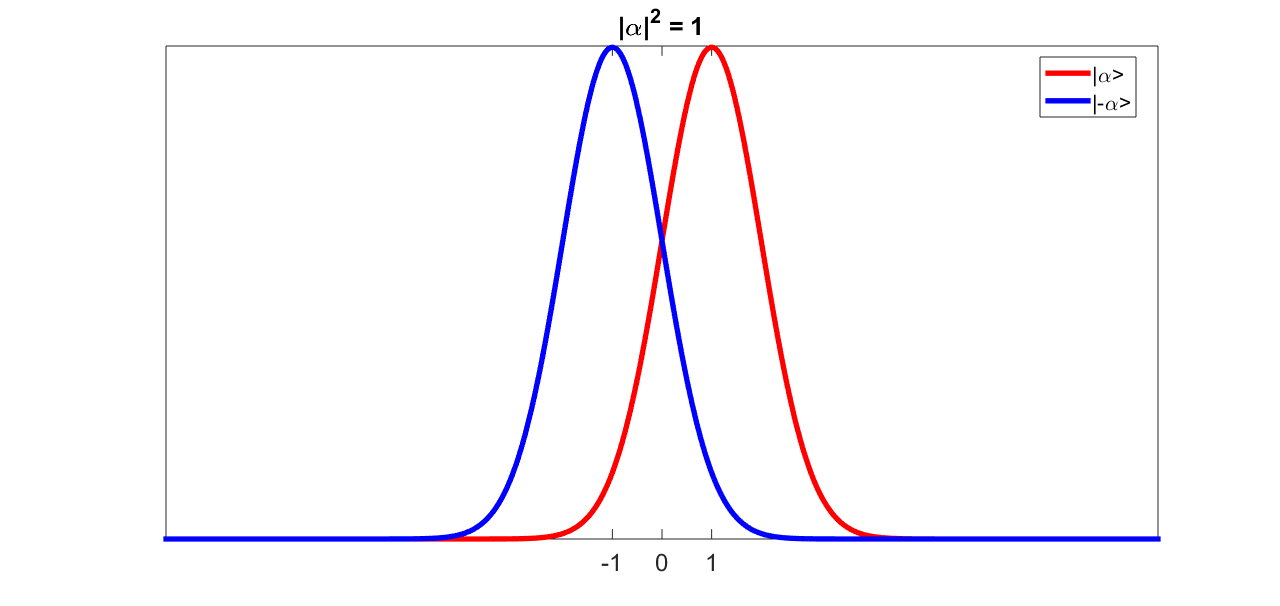